# Convent de les Germanes Carmelites (la Cellera de Ter)
El Convent de les Germanes Carmelites és una obra de la Cellera de Ter (Selva) inclosa a l'Inventari del Patrimoni Arquitectònic de Catalunya.

## Descripció
Edifici entre mitgeres de tres plantes i tres crugies amb una capella, dedicada a la Mare de Déu del Carme, adossada a la part dreta. L'asil té una coberta de doble vessant a façana i la capella una coberta plana.
Quant a l'asil i convent, la planta baixa comença amb un sòcol pintat i motllurat que simula grans blocs ben escairats. Hi ha una porta emmarcada de pedra de Girona i dues finestres.
El primer pis consta d'una finestra doble central i dues finestres mitjanes a costat i costat, rectangulars i fetes de rajol i ciment, com les quatre, més petites, del segon pis.
Pel que fa a la capella del Carme del convent, és un edifici rectangular d'una sola nau amb una estructura neogòtica.
La façana és senzilla, encara que amb varis marcs, motllures verticals i frontons simulats i decoratius. Consta d'una portalada rectangular emmarcada de pedra de Girona que té una llinda monolítica motllurada amb decoració vegetal i datada al 1884. A la part baixa, fins a l'alçada del sòcol, les pilastres simulades són de pedra, encara que continuen arrebossades. A sobre hi ha un òcul enreixat i amb un vitrall senzill. A la part exterior, de decreixement gradual, hi ha motllures de guix amb decoració vegetal i floral.
El frontó i el campanar estan separats de la part baixa per una cornisa motllurada. Sobre d'aquesta hi ha un frontó triangular culminat amb rajoles. El campanar és de planta quadrangular i està adossat a l'església. Està culminat per una cornisa i una estructura de forma d'arc de mig punt rebaixat i per una creu de ferro forjat, similar a les altres que hi ha als carrers circumdants referents al Via Crucis. Al costat del campanar s'alça una terrassa plana a sobre de la capella.
A l'angle dret de la capella hi ha un seguit de grans blocs cantoners arrodonits que arriben fins al campanar.

## Història
Ramon Sitjar, rector de la Cellera, i Paula Despuig, superiora general de la congregació de les Germanes Carmelites de la Caritat, van engegar el 1876, gràcies a una subvenció econòmica de Ramon Camprodon, monjo exclaustrat durant la primera República i refugiat a la Cellera, l'obertura d'un col·legi femení en un local davant de l'església cedit per una persona de Sant Climent d'Amer.
La inauguració de la capella de l'escola fou el 1884.
El 1885, un brot de Còlera va condicionar el fet que l'escola i el convent funcionéssin com a Hospital.
El nombre d'alumnes va anar augmentar progressivament i l'escola es va anar integrant en la població. Fins i tot es va inaugurar una Escola Dominical per a noies treballadores. Al llarg dels anys, una trentena de Cellerenques van ingressar en algun o altre centre d'aquesta comunitat.
Durant la Guerra Civil l'Escola fou usada com a estable i tancat de xais, encara que la comunitat de religioses fou ajudada, tant a l'hora de marxar com a la tornar després de la guerra, per la gent i les forces fàctiques del poble.
El 1940 es va inaugurar una classe per nois.
El 1970 la comunitat de la Cellera es va fusionar amb la de Girona i, poc després, es va tancar l'escola, mantenint-se un parvulari.
El 1977, després d'unes obres importants de reforma, es va habilitar la casa com a residència i asil de germanes carmelites ancianes, retirades de la vida activa.